# Fidel Castaño
Fidel Antonio Castaño Gil (Amalfi, 8 de agosto de 1951 - San Pedro de Urabá, 6 de enero de 1994), alias "Rambo" o “Jaime”, fue un paramilitar, terrorista y narcotraficante colombiano.
Era hermano de Carlos Castaño y Vicente Castaño con quienes conformaría el grupo Perseguidos por Pablo Escobar (Los Pepes), organización paramilitar que se enfrentó a Pablo Escobar. Además conformaron el grupo Autodefensas Campesinas de Córdoba y Urabá (ACCU), del que fuera líder hasta su muerte en 1994, reemplazado por su hermano Carlos Castaño.

## Biografía

### Juventud
Nació el 8 de agosto de 1951, segundo hijo de Jesús Antonio Castaño González y Rosa Eva Gil Meneses. Su hermano mayor falleció siendo niño. Familia de 14 hijos, 10 varones y 4 mujeres. Desde niño muy travieso, físicamente alto de 1.83 de estatura y de contextura fuerte, se rebeló contra su padre y se fue de la casa familiar a los 12 años. Fidel se fue de su casa con un circo ambulante que pasó por el pueblo y se tardó más de cinco años para regresar a Amalfi. Se inició a los 14 años en la minería ilegal del oro, trabajo en una mina de diamantes en Venezuela; luego pasó al área de robo, venta y compra de carros usados y en 1977 conoce al capo Pablo Escobar, el cual termina ayudándolo a introducirse en el tráfico de cocaína en el Cartel de Medellín, comandado por Escobar.
A principios de la década de 1980 decide dejar atrás el mundo de las drogas para irse a vivir a Israel. Años más tarde viaja a París donde establece negocios comercializando obras de arte entre la ciudad francesa y Nueva York, durante este periodo logra vender una de las principales obras de Fernando Botero con la cual adquiere el dinero suficiente para vivir por un largo tiempo. Otro de sus socios fue el traficante hondureño Juan Matta-Ballesteros. La mujer que lo acompañó la mayor parte de su vida adulta fue María Margarita Meza Bustamante (Márgara), a quien sus hermanos daban trato de cuñada viuda. Mantuvo otras relaciones, una de ellas con la joven Olga Nelly Escobar González, aún hoy desaparecida. Según dichos de quien fuera su amigo y parte de la ACCU, el capitán retirado del Ejército Nacional y luego comandante del Bloque Metro, Carlos García Hernández 'Rodrigo Doble Cero', fue Fidel quien mató a Olga "picándola a punta de machete".

### Militancia paramilitar
En 1981 el Frente 4 de las FARC-EP secuestró a Jesús Antonio Castaño, padre de Fidel. Se dice que en una carta le pidieron 100 millones por su padre a lo cual Fidel respondió: “nunca he tenido esa plata y si la tuviera algún día, sería para combatirlos a ustedes”. A pesar de que Fidel pagó 30 millones de pesos, su padre sería asesinado. Desde entonces Fidel y Carlos alimentaron la idea de vengar la muerte de su padre. Desde el año 1982 Fidel y su grupo paramilitar comenzaron a realizar masacres paramilitares en Antioquia.
Sin embargo, la realidad es que los Castaño, especialmente Fidel, ya se encontraban inmersos en el mundo del narcotráfico y contaban con fortuna para la época del secuestro. A partir de este momento se exacerbó la violencia en el nordeste antioqueño. Fidel Castaño llevó a cabo desde Las Tangas (1983, una finca que robó a sus propietarios ubicada entre las poblaciones de Valencia y Tierralta en el departamento de Córdoba) con la tolerancia de la Fuerza Pública, las masacres de Currulao (30 de mayo de 1996, 15 asesinados), Buenavista Córdoba(3 de abril de 1988, 28 asesinados); Punta Coquitos, Turbo (3 de abril de 1988, 26 muertos); corregimiento de "El Tomate", Canalete, Córdoba (30 ago 1998,16 víctimas); Pueblo Bello,Municipio de Turbo, Antioquia (14 ene 1990, 43 campesinos desaparecidos y asesinados).
Fidel Castaño lideró varios grupos de Autodefensa, el primero conocido como Los Tangueros (nombre dado por su finca Las Tangas), el Muerte a Revolucionarios del Nordeste (MRN) y posteriormente crea las Autodefensas Campesinas de Córdoba y Urabá (ACCU), su fiereza en el combate y su físico atlético le merecieron el alias de Rambo por su parecido al personaje homónimo interpretado por Sylvester Stallone. Así mismo lideró una cruzada de exterminio contra los miembros de la Unión Patriótica, que él consideraba una extensión o brazo político de las FARC-EP. Castaño lideró junto a sus hermanos Carlos y Vicente varios grupos paramilitares cuyo objetivo era sacar a las guerrillas de las regiones y se le conoció como autor de varias masacres de civiles en 1988: la Masacre de las fincas Honduras y La Negra, la masacre de Segovia, masacre de La Mejor Esquina, masacre de El Tomate, masacre de La Rochela etc. Siendo así perseguido por las autoridades sin éxito, también Castaño es acusado junto a su hermano de los magnicidios de Bernardo Jaramillo Ossa, Carlos Pizarro Leongómez y otros líderes políticos.
Fidel y Carlos se movían dentro de importantes círculos de la mafia llegando a ser muy cercanos a Pablo Escobar durante la década de 1980, tiempo en el cual Fidel había traficado con cocaína de la mano del capo del Cartel de Medellín, pero la cercanía de estos se rompió cuando Escobar, mientras estaba recluido en La Catedral, ordenó el asesinato dentro del penal de cuatro de sus principales socios quienes eran buenos amigos de los Castaño, razón por la cual Fidel y Carlos, temiendo que el capo los asesinara, decidieron colaborar con la creación de Los Pepes, (Perseguidos Por Pablo Escobar), quienes en colaboración con el equipo élite de la policía (conocido como el Bloque de Búsqueda) lograron localizar y dar de baja al capo.
En 1990 Carlos Castaño aún acompañaba a su hermano Fidel que lideraba un grupo de autodefensas financiado por ganaderos de Córdoba que tenían por objetivo sacar del departamento al Ejército Popular de Liberación, las autodefensas de Fidel Castaño se desmovilizaron en 1992 y volvieron a tomar armas en 1993 debido a la incursión de las  FARC-EP en el Urabá antioqueño después de que fracasaran los diálogos de paz con esa guerrilla en México.

## Muerte
Fidel Castaño muere en combate con las disidencias de la guerrilla del Ejército Popular de Liberación (EPL) en la vereda Tiodocto entre San Pedro de Urabá y Santa Catalina (Antioquia) el 6 de enero de 1994. Sus hermanos Carlos y Vicente alias "El Profe" toman su lugar como líderes de las ACCU, aunque se cree que Carlos fraguó su muerte por problemas de faldas (relacionado con la amante de Fidel, Olga Escobar, quien habría mantenido una relación paralela con Carlos) y/o por haber provocado la muerte o posible suicidio de Rumalda Castaño, hermana menor de la familia. Otras versiones hablan de acercamientos de Fidel con las FARC-EP, (que incluso ya habría tenido con Efraín Guzmán) para fines de narcotráfico, territorios, enfrentar al EPL e incluso unirse a las FARC-EP, lo cual ocasiono que Carlos ordenara su muerte a través de un hombre de su confianza conocido como Salvador, y que además Fidel estaba planeando la muerte de Carlos. En el Libro Mi Confesión de Carlos Castaño argumentaría que Fidel Castaño fue asesinado por la guerrilla del EPL en el mencionado enfrentamiento. En 1997 Fidel fue condenado a 30 años de prisión.
Sus restos no fueron hallados hasta septiembre del 2013 luego de que Jesús Ignacio Roldán alias "Monoleche", principal lugarteniente de los hermanos Castaño, le entregará a la Fiscalía General de la Nación la información necesaria para dar con el paradero de los restos encontrados en una fosa común en una finca de San Pedro de Urabá (Antioquia), junto a 7 cuerpos más.

## En la cultura popular
- En la serie Escobar el Patrón del Mal del año 2012 Fidel Castaño es conocido como Miguel Moreno.

- En la serie Tres Caínes es conocido con su propio nombre interpretado por el actor Gregorio Pernía.

- También aparece en la serie “Narcos” de Netflix del año 2016, en la cual también se les adjudica a los hermanos Castaño, Fidel y Carlos, la muerte del exlíder del Cártel de Cali, José “Chepe” Santacruz Londoño.